# What's Your Flava?
What's Your Flava? è il primo brano ad essere estratto come singolo per il secondo album del cantante inglese Craig David Slicker Than Your Average. 

## Popolarità
Ha raggiunto la posizione numero 8 nella Official Singles Chart, rimanendo in classifica contemporaneamente col precedente singolo del cantante, "Rendezvous". 

## Video
Il video musicale per il brano è una parodia del film Willy Wonka e la fabbrica di cioccolato, con David nei panni di se stesso che dà la possibilità a quattro ragazze, vincitrici del "disco d'oro", di visitare la sua enorme casa. Tre di loro si mostrano interessate soltanto alla fama, ai soldi e al sesso nei confronti di David e vengono "fatte fuori". Alla fine del video, l'ultima ragazza rimasta, sinceramente interessata a David (e che aveva comprato un solo disco), parte con lui su un'astronave.

## Tracce
1. "Hidden Agenda" (radio edit)
2. "Four Times A Lady"
3. "Nobody Has To Know"